# Meleagris
Meleagris – rodzaj ptaków z podrodziny bażantów (Phasianinae) w rodzinie kurowatych (Phasianidae).

## Zasięg występowania
Rodzaj obejmuje gatunki występujące w Kanadzie, USA, Meksyku, Belize i Gwatemali.

## Morfologia
Długość ciała 66–125 cm; masa ciała samców 5000–11 200 g, samic 2200–4200 g (samce są o 30% większe od samic).

## Systematyka

### Etymologia
- Meleagris (Meliagris): gr. μελεαγρις meleagris, μελεαγριδος meleagridos „perliczka”. Angielskie nazwy Turkey, Turkeycock i Turkeyhen używano w odniesieniu do perliczek w XVI, XVII i na początku XVIII wieku, ponieważ przywiezione zostały z Afryki do Europy przez Turków osmańskich i władze tureckie. Przez to zamieszanie Karol Linneusz użył nazwy rodzajowej Meleagris dla amerykańskiego dzikiego indyka, który był nieznany starożytnym. Gdy perliczka i indyk zostały później wyróżnione jako odrębne gatunki, nazwa Turkey została zachowana dla amerykańskiego gatunku[13].
- Gallopavo: średniowiecznołac. gallopavo, gallopavonis – tak Gessner w 1555 roku nazwał indyka zwyczajnego, ponieważ z wyglądu przypominał mu kurę, lecz wielkość i błyszczący ogon czyniły go podobnym do pawia, od łac. gallus „kogut”; pavo, pavonis „paw”[14]. Gatunek typowy: Meleagris gallopavo Linnaeus, 1758.
- Pseudotaon: gr. ψευδος pseudos „fałszywy”; ταων taōn, ταωνος taōnos „paw”[15]. Nowa nazwa dla Meleagris.
- Cochramus: gr. κεγχραμις kenkhramis „jaglica”, od κεγχρος kenkhros „plamka, jęczmień w oku”[16]. Gatunek typowy: Meleagris gallopavo Linnaeus, 1758.
- Agriocharis: gr. αγριος agrios „dziki”, od αγρος agros „pole, ziemia”; χαρις kharis „wdzięk”, od χαιρω khairō „radować się”[17]. Gatunek typowy: Meleagris ocellata Cuvier, 1820.
- Eumeleagris: gr. ευ eu „ładny”; rodzaj Meleagris Linnaeus, 1758 (indyk)[18]. Gatunek typowy: Meleagris ocellata Cuvier, 1820.
- Meleagrops: rodzaj Meleagris Linnaeus, 1758 (indyk); gr. ωψ ōps „oblicze”[19]. Gatunek typowy: †Meleagris celer Marsh, 1872.
- Parapavo: gr. παρα para „blisko”; rodzaj Pavo Linnaeus, 1758 (paw)[20]. Gatunek typowy: †Pavo californicus L.H. Miller, 1909.

### Podział systematyczny
Do rodzaju należą następujące gatunki:
- Meleagris gallopavo Linnaeus, 1758 – indyk zwyczajny
- Meleagris ocellata Cuvier, 1820 – indyk pawi